# Хелмс, Джесси
Джесси Александр Хелмс-младший (англ. Jesse Alexander Helms, Jr.; 18 октября 1921, Монро, Северная Каролина, США — 4 июля 2008, Роли, Северная Каролина, США) — американский политический деятель. Член Сената США от штата Северная Каролина с 1973 по 2003 годы (пять сроков подряд), руководитель сенатского комитета по международным отношениям с 1995 по 2001 годы.

## Биография
До избрания в сенат занимался журналистикой.
Во время работы в Конгрессе придерживался крайне консервативных позиций, чем заслужил прозвище «Сенатор Нет» (Senator No). Хелмс активно выступал против абортов, феминизма, коммунизма и сексуальных меньшинств. Кроме того, он был расистом и почитателем Конфедеративных Штатов Америки. Хелмс также был противником любых переговоров с Советским Союзом, стал одним из инициаторов закона об ужесточении экономической блокады Кубы в 1996 году, призывал к прекращению уплаты взносов в Организацию Объединённых Наций, считая её неэффективной и ненужной. Хелмс сравнивал аборты с геноцидом и терроризмом, блокировал выделение субсидий учреждениям культуры, в деятельности которых усматривал намёки на гомосексуальность, а однажды назвал «запрет содомии» лучшим способом борьбы со СПИДом.
Анализ гомофобных взглядов Хелмса лёг в основу документального фильма «Дорогой Джесси» (англ. Dear Jesse), который был удостоен приза Бостонского общества кинокритиков и номинаций на премии «Эмми» и «Независимый дух».